# Diócesis de Othona
La diócesis de Othona (en latín: Dioecesis Othonensis y en inglés: Diocese of Othona) fue una circunscripción eclesiástica de la Iglesia católica en el Reino Unido. Se trataba de una diócesis latina, sufragánea de la arquidiócesis de Canterbury. Fue suprimida circa 664 y restaurada como diócesis titular en 1969. Desde el 10 de junio de 2000 su arzobispo titular a título personal es George Kocherry.

## Territorio y organización
La diócesis extendía su jurisdicción sobre los fieles católicos de rito latino residentes en el Reino de Essex en Inglaterra.
La sede de la diócesis se encontraba en la capilla de Saint Peter-on-the-Wall, ubicada sobre las ruinas del abandonado fuerte romano de Othona, cerca de la actual Bradwell-on-Sea, que luego de ser restaurada en 1442, desde la Reforma anglicana pertenece a la Iglesia de Inglaterra.

## Historia
Según Beda, una «ciudad» llamada Ythanceaster existía en el río Penta. La capilla de Saint Peter-on-the-Wall, fue casi seguro construida originalmente por el monje anglosajón y obispo del Reino de Northumbria Ceda de Lastingham en 654. Era una iglesia anglo-celta para los sajones orientales, situada sobre las ruinas del abandonado fuerte romano de Othona. La estructura actual fue probablemente construida alrededor de 654-662, incorporando los ladrillos y piedras romanas. Ceda viajó al sur desde Lindisfarne para difundir el cristianismo a instancias de Sigeberto el Bueno, entonces rey de los sajones orientales, en 653 y regresó al año siguiente habiendo sido ordenado como obispo para construir la capilla, y probablemente otras también. Othona fue la primera sede episcopal del Reino de Essex después de la restauración del cristianismo en la región.
Tras la muerte de Ceda el 26 de octubre de 664 a causa de la peste, la capilla pasó a formar parte de la diócesis de Londres y la diócesis de Othona fue suprimida.

### Diócesis titular
Desde 1969 Othona figura entre las sedes episcopales titulares de la Iglesia católica como diócesis de Othona. Desde el 10 de junio de 2000 su arzobispo titular a título personal es George Kocherry, nuncio apostólico emérito en Bangladés.

## Episcopologio

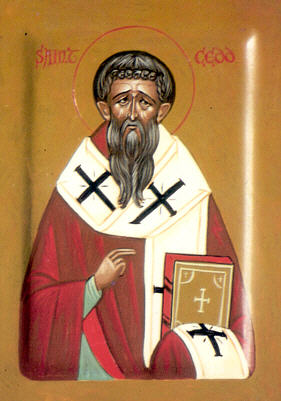
San Ceda, obispo de Othona

- san Ceda † (654-circa 656 nombrado obispo de Londres)

### Obispos titulares
- Bernard Patrick Wall † (14 de abril de 1969-18 de junio de 1976 falleció)
- Anthony Hitchen † (28 de mayo de 1979-10 de abril de 1988 falleció)
- Vincent Gerard Nichols (5 de noviembre de 1991-15 de febrero de 2000 nombrado arzobispo de Birmingham)
- George Kocherry, desde el 10 de junio de 2000